# Raül II de Vexin
Raül II de Vexin, mort el 943, va ser comte de Vexin, d'Amiens i de Valois de 926 a 943.
Era fill de Raül de Gouy, comte d'Ostrevent, de Vexin, d'Amiens i de Valois. Es va casar amb una Lietgarda, però no en va tenir fills.
Va fer construir la fortalesa de Crépy-en-Valois. El 941, Eudes de Vermandois, antic comte de Viena (o vescomte), es va apoderar d'Amiens. Raül el va atacar per reprendre-li la ciutat, però va ser mort en el transcurs d'una batalla. Segons altres fonts, els fets foren diferents: Raül II va intentar aprofitar la mort del comte Heribert II de Vermandois (943) per apoderar-se de Saint-Quentin, però va ser mort pels quatre fills d'Heribert. El seu personatge hauria inspirat l'heroi de cançó de gesta Raül de Cambrai.
La seva vídua es va casar de nou en segones noces amb Galerà I de Meulan, vescomte de Meulan. El 944, Eudes de Vermandois va ser foragitat de la ciutat d'Amiens per les tropes reials. Alguns anys més tard, Gualter, probablement el germà de Raül, va reconstituir la unió dels tres comtats.